# Saint-Étienne-à-Arnes
Saint-Étienne-à-Arnes é uma comuna francesa na região administrativa de Grande Leste, no departamento das Ardenas. Estende-se por uma área de 29,56 km². Em 2010 a comuna tinha 253 habitantes (densidade: 8,6 hab./km²).